# Juan Lopez Gallo
Juan Lopez Gallo (Castrojeriz, Burgos, ca. 1500 - Brujas, Flandes, 4 de octubre de 1571), i barón de Male, fue un rico noble español afincado en Brujas, financiero y consejero de la Corona española en los tiempos de Carlos V y Felipe II.

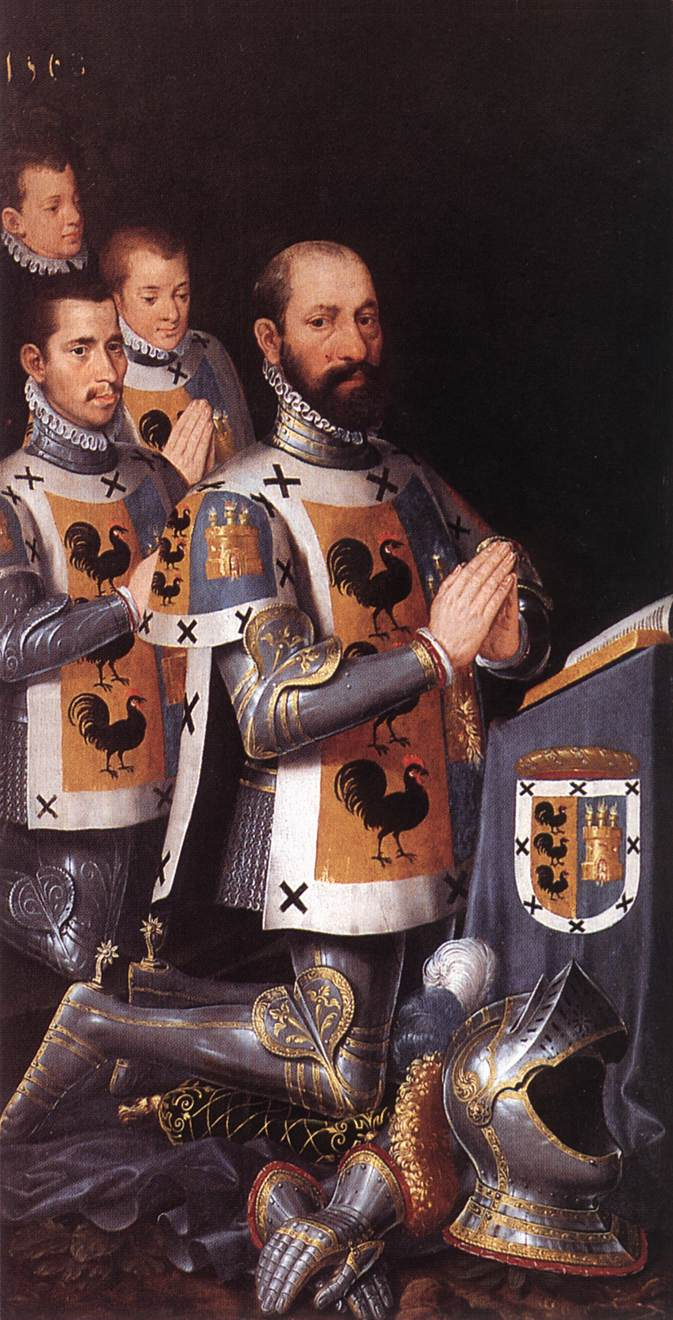
Juan Lopez Gallo y familia

## Biografía
Juan Lopez Gallo nació en España, en Castrojeriz, hijo del regidor Diego López Gallo y de Isabel de Lerma Polanco. Pertenecía a una familia adinerada oriunda de Escalada, cuyo linaje se remontaba cientos de años atrás. Caballero y Consejero del Rey en los Países Bajos españoles desde 1557 hasta 1561. Su misión era defender los intereses financieros de la Corona. Acordaba préstamos en el mercado monetario de Amberes que garantizaban la nación española e ingresos fiscales. Era muy rico, por lo que podía prestar cantidades considerables al rey. En 1548 (entonces probablemente vivía en España) la Corona le pidió un présatmo de 64,000 libras.
Diez años después, el 6 de marzo de 1558, el rey Felipe II entregó la Baronía de Male, con el castillo de los condes de Flandes, a Juan López Gallo. Esto, junto con el Señorío de Sijsele, fue el pago que hizo la Corona por el préstamo de 64,000 libras que recibió de López. El 2 de junio de 1560, Juan López Gallo se convirtió en el primer barón de Male. Otras posesiones de Lopez Gallo fueron el Señorío de Vyve (o Viven) que compró en 1561 a Jacob Adornes; el Señorío de Hof ten Poele (1561); y el Señorío de Voormezele, en Ypres, comprado en 1566 a Jan van den Heede.
Casó con su prima, Catharina Pardo (1580), hija de Silvester Pardo y Josine Lopez. Desde 1558 vivió en el 'Hof van Meulebeke', un palacio de la ciudad del siglo XIV que se llamaba De Zeventorentjes (siete torres), ubicado en la Hoogstraat de Brujas. Años después compró la casa contigua conocida como la Fransch Schild.

Escudo de Juan Lopez Gallo como barón de Male

En 1561 fue elegido jefe del Gremio de los Arqueros de San Sebastián en Brujas, cargo que ostentó hasta su muerte. López Gallo fue enterrado en la capilla de las Hermanas Dominicas del Monasterio de Engelendale, en Assebroek. Pero tras la desaparición del convento, sus restos y los de su esposa fueron trasladados a la iglesia de los dominicos en la Langestraat de Brujas.
Tres de sus nueve hijos sobrevivieron a su padre: Juan López Gallo, que casó con Anna d'Aspremont; Barbara Lopez Gallo, que casó con el coronel Alonso Lopez Gallo; y Catharina Lopez Gallo, que casó con Sancho de Ávila.

## Retrato
En 1568, López Gallo es retratado en la puerta lateral de un tríptico, junto con su esposa e hijas, por el pintor Pieter Pourbus. El panel sufrió un recorte en el siglo XIX, y actualmente se conserva en el Museo Groeninge. 

## Descendencia
Juan López Gallo fue sucedido por su hijo, del mismo nombre. En 1646, a éste le sucedió su hijo, Louis Lopez Gallo, casado con Maria de Vicq. En 1648, la herencia fue para su hijo Jean-Louis Lopez Gallo.

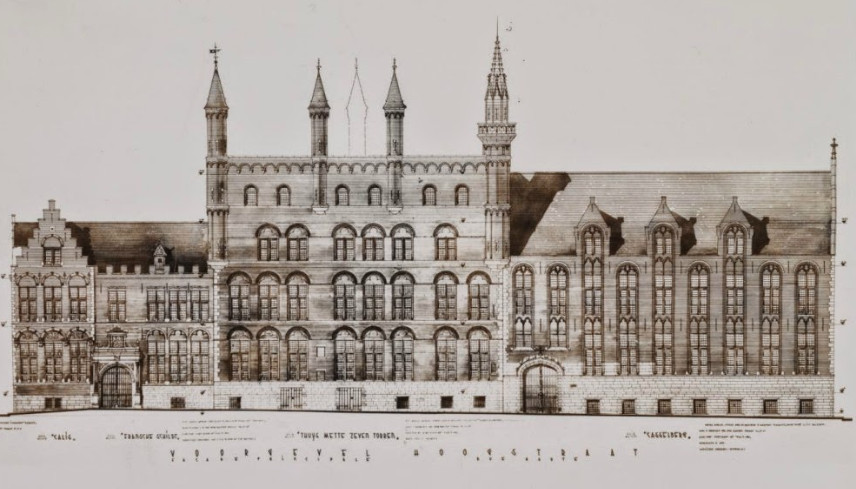
Casa de las siete torres, Antonius Sanderus, "Flandria Illustrata" (1641)

Este Jean-Louis pudo estudiar en París, Lyon y Florencia y cuando regresó a Brujas fue elegido jefe del gremio de San Sebastián, en el que permaneció hasta su muerte. Mentalmente enfermo, en 1692 murió como soltero. Su hermana y heredera, Marie-Louise, baronesa de Male, también estaba mentalmente enferma y murió pocos meses después de él.
Sin descendientes, los herederos fueron buscados a través de la línea ascendente. Un primo lejano, Charles-Louis Lopez, barón de Quincy, con solo 17 años, se convirtió en el heredero general en 1697, después de que su padre, también Charles Lopez, hubiera muerto. Murió joven y sin descendencia, por lo que sus bienes pasaron a su madre, Agnès de Clerou d'Hassonville. Ella y su segundo marido, Gaspard de Gourcy († 1717), sin embargo, no tenían los medios para obtener los préstamos y liberar la propiedad de las muchas hipotecas y cargos que tenían. Finalmente, la baronía Male se vendió al acreedor principal, François Claesman († 1734), quien se convirtió oficialmente en barón de Male el 1 de junio de 1712. El Señorío de Sijsele fue comprado por el Conde Joseph van Schoore († 1723), Gran Bailío de Brujas. La gloria Diez Poele fue vendida en 1711 a Jacob Veranneman, señor de Lannoy. El Señorío de Voormezele fue vendido a François Wynckelman de Walhove († 1759), de Ypres.